# Jumunjin-eup
Jumunjin-eup (koreanska: 주문진읍)  är en köping  i den nordöstra delen av Sydkorea, 160 km öster om huvudstaden Seoul. Den ligger i kommunen Gangneung i provinsen Gangwon.
Jumunjin-eup har en betydande fiskehamn.